# 3403 Tammy
3403 Tammy (1981 SW) là một tiểu hành tinh vành đai chính được phát hiện ngày 25 tháng 9 năm 1981 bởi L. G. Taff ở Socorro.